# Hannover Scorpions

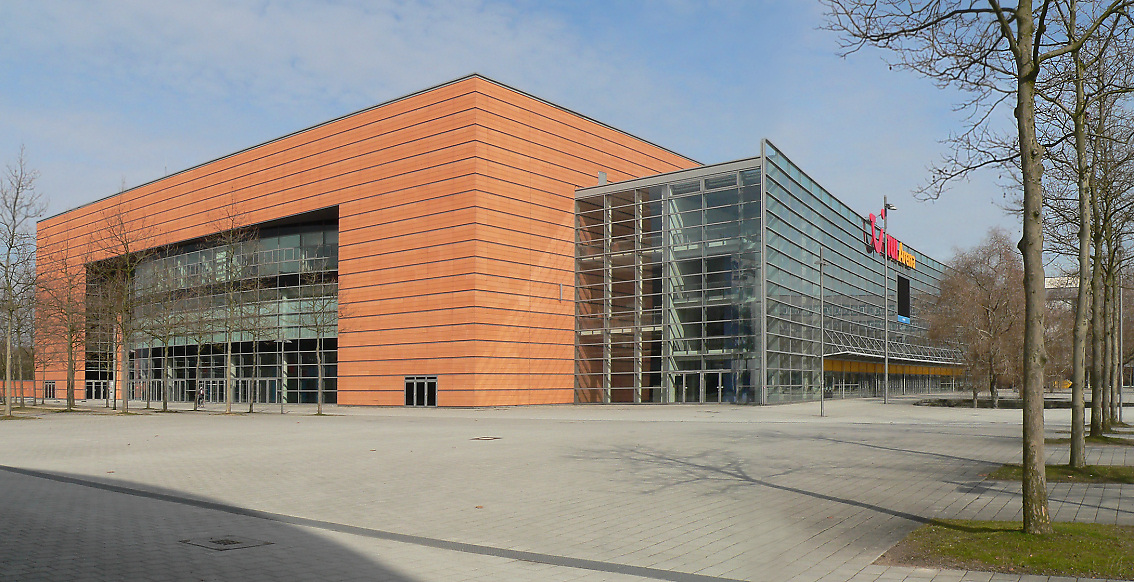
TUI Arena

Hannover Scorpions – niemiecki klub hokejowy z siedzibą w Hanowerze (Dolna Saksonia).
Do końca sezonu DEL (2012/2013) zespół występował w rozgrywkach DEL. Z powodów finansowych wycofał się z ligi, a licencję na występy w DEL postanowił przejąć klub SERC Wild Wings.

## Informacje ogólne
- Nazwa: Hannover Scorpions
- Rok założenia: 1975
- Barwy: czerwono-czarne
- Adres: Expo Plaza 7, 30559 Hanower
- Lodowisko: TUI Arena
- Pojemność: 10.767

## Dotychczasowe nazwy klubu
- ESC Wedemark (1975–1994)
- Wedemark Wildcats (1994–1996)
- Wedemark Scorpions (1996–1997)
- Hannover Scorpions (od 1997)

## Sukcesy
- Złoty medal mistrzostw Niemiec: 2010
- Ćwierćfinał Play-Off: 1998, 2007
- Półfinał Play-Off: 2001, 2006, 2009
- Finał Pucharu DEB: 2009